# Motorex (Unternehmen)

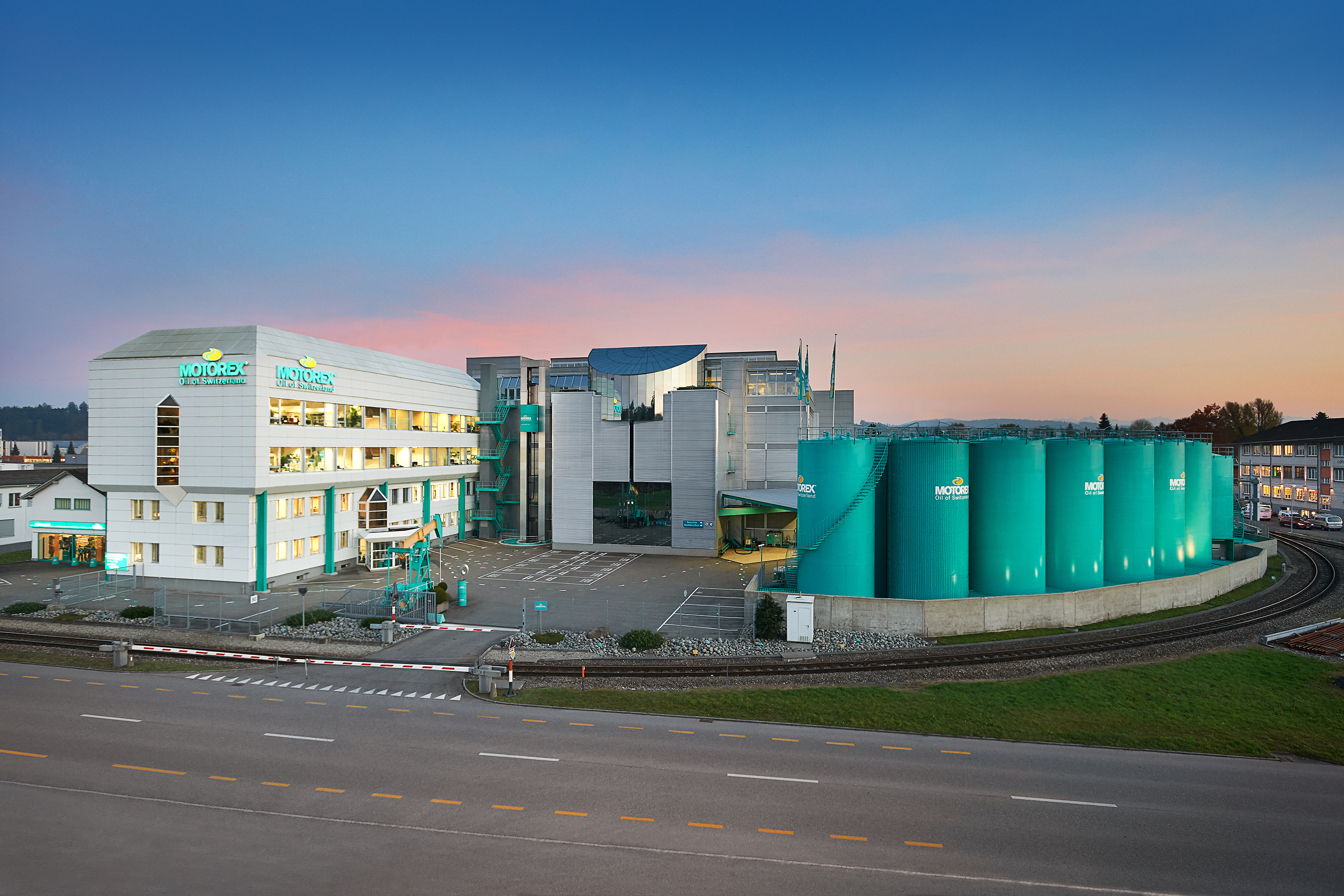
Hauptsitz in Langenthal BE, Schweiz

Die Motorex-Bucher Group AG (Eigenschreibweise: MOTOREX-BUCHER GROUP) ist ein Schweizer Familienunternehmen, das sich auf die Entwicklung, Produktion und Vermarktung von Schmiermitteln, Metallbearbeitungsfluids, technischen Reinigungs- und Pflegeprodukten sowie Fluid-Equipment spezialisiert hat. Das Angebot umfasst über 2’500 Formulierungen und wird in Zusammenarbeit mit Anwendern, Herstellern (OEMs), Industriepartnern, Motorsport-Teams sowie Universitäten und Forschungsanstalten laufend weiterentwickelt.

## Geschichte

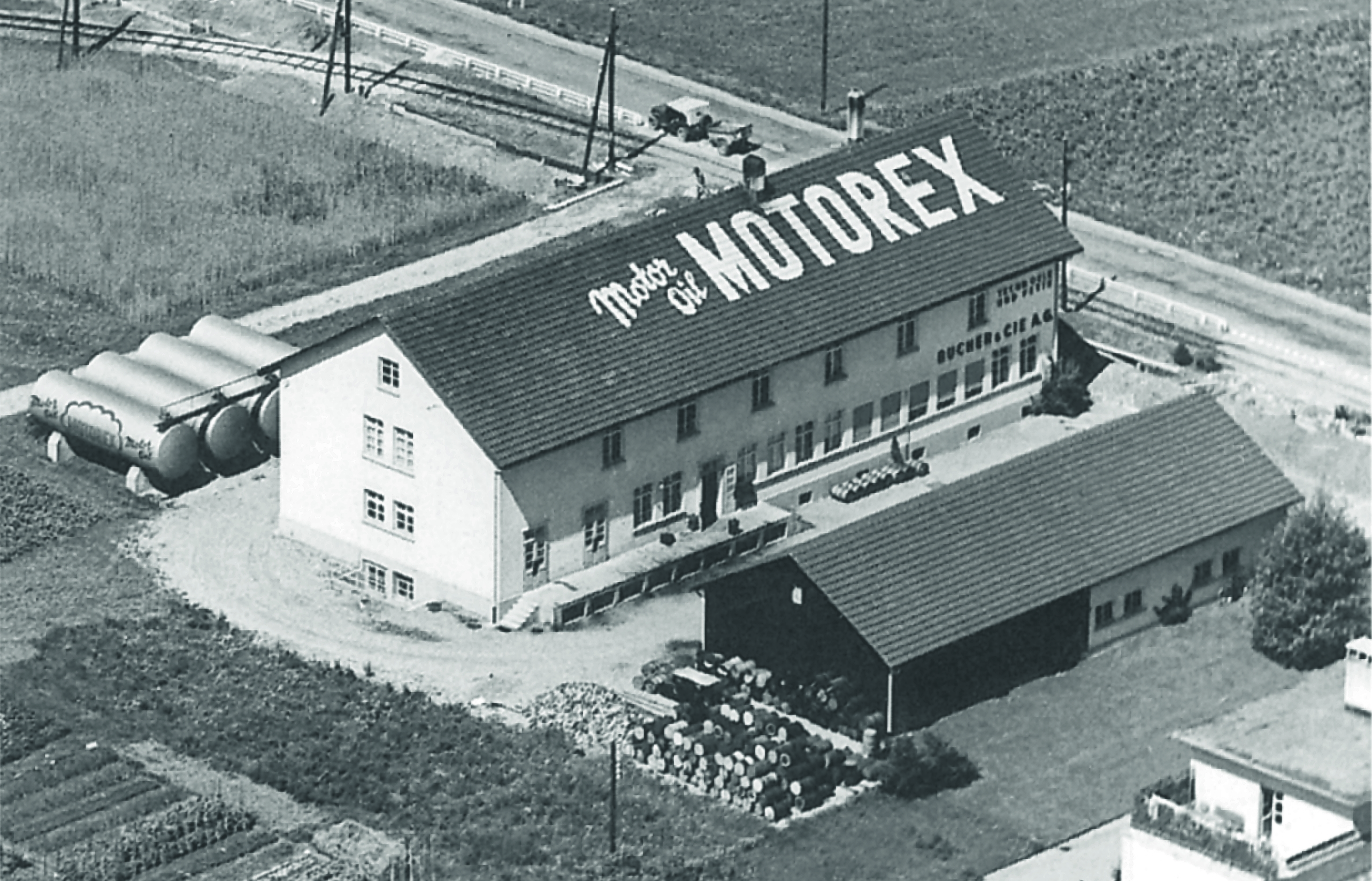
Erste Luftaufnahme von 1951 von den vier liegenden Lagertanks

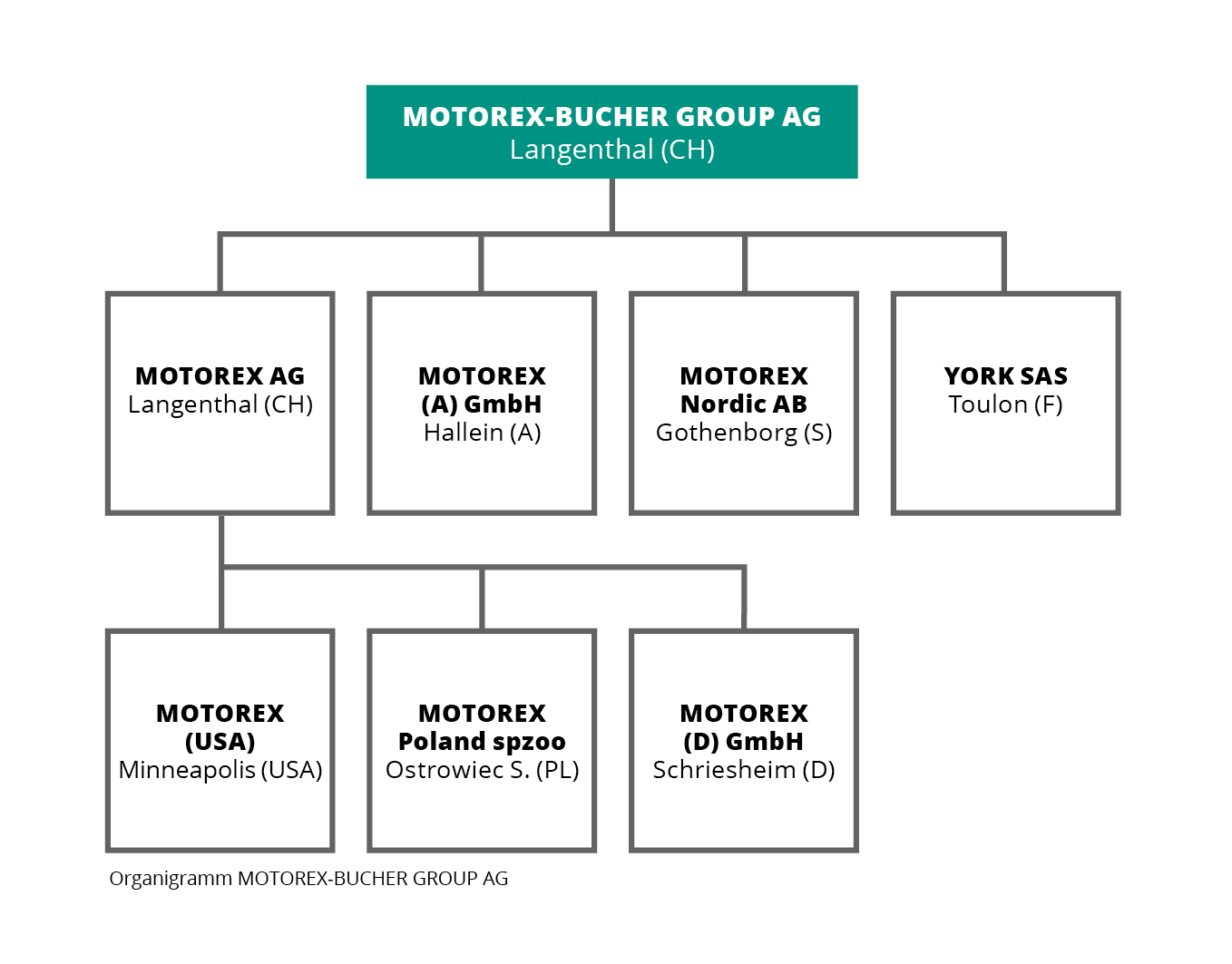
Organigramm

1917 Gründung einer kleinen Produktion von Schuh- und Bodenpflegemittel in der Nähe von Langenthal (Schweiz). 1920 Lancierung der Marke REX durch den Firmengründer Arnold Bucher. Getrieben durch die aufkommende Motorisierung erfolgt der Einstieg in den Schmiermittelmarkt durch Edi Bucher. 1947 Lancierung der Marke Motorex. In den folgenden Jahren entwickelte sich die Firma auf vielen Ebenen weiter. Unverändert blieben aber die Besitzverhältnisse. Die heutige Motorex-Bucher Group AG wird kontrolliert von der 3. und 4. Generation der Familie Bucher. Der Hauptsitz befindet sich in Langenthal.
Die Produktion erfolgt an den 4 Standorten Langenthal, Toulon (F), Ostrowiec (PL) und Minneapolis (USA). Der Vertrieb erfolgt über ein Netzwerk von 130 Distributoren in rund 85 Ländern. Bei Motorex sind Menschen aus über 20 Ländern beschäftigt.

## Produkte
Motorex ist ein Entwickler und Hersteller von Schmierstoffen mit Forschungslaboratorien, Produktionswerken und weltweiter Vertriebsorganisationen. Motorex lässt neben den primären technischen Leistungsparametern auch die folgenden drei Faktoren in die Produktentwicklung einfliessen:
- Reduktion der Emissionswerte: Der Ausstoss von CO2 und andere Emissionen sowie eine hohe Energieeffizienz können wesentlich durch die Qualität der verwendeten Schmierstoffe beeinflusst werden.[4]
- Biologisch abbaubare Produkte: Ein breites und wachsendes Sortiment an biologischen und biologisch abbaubaren Produkten bilden einen wesentlichen und schnell wachsenden Teil des weltweiten Gesamtgeschäftes.
- Gesundheitsschutz für die Anwender: Schmierstoffe und chemisch technische Produkte sind komplexe Chemikalien. Motorex beachtet deren Humanverträglichkeit über die gesetzlichen Rahmenbedingungen hinaus.[5]

Die Produkte des Unternehmens werden unter den Marken Motorex (weltweit) und in Frankreich auch unter der Marke York vertrieben. Die Palette umfasst ein Sortiment von über 8’000 Artikeln an Motoren-, Getriebe- und Hydraulikölen, Metallbearbeitungslfluids (wassermischbare und nicht wassermischbare), Fetten, Spindelschmierstoffe, Kühlerschutz und Wärmeträgerfluids, technischen Reinigungs- und Pflegeprodukten, Bremsflüssigkeiten, Additives und Aerosole sowie vielen Spezial- und Nischenprodukten.